# Vincenzo Puschiasis
Vincenzo Puschiasis (n. 3 decembrie 1874, Rigolato, Friuli-Veneția Giulia, Italia – d. 27 august 1941, Piatra Neamț) a fost un sculptor în piatră italian, stabilit în România.

## Viața
După ce a urmat cursurile primare și școala profesională în localitatea natală, a lucrat ca muncitor, deprinzând de tânăr arta cioplitului în piatră.
În 1899, a venit în Piatra Neamț și nu și-a mai vizitat niciodată țara de baștină, naturalizându-se definitiv în România.
A deschis cariera de piatră Peste Vale, la poalele Cernegurei, la Băcioaia de lângă Văleni. L-a cunoscut pe maistrul zidar Carol Zani și a făcut parte din echipa lui de muncitori italieni, încă din primul deceniu al secolului al XX-lea. După Primul Război Mondial, această echipă a constituit nucleul Antreprizei de construcții din județul Neamț.
În 1905, s-a căsătorit cu Tereza Barassi din Piatra Neamț, o italiancă venită și ea în România împreună cu părinții, la sfârșitul secolului al XIX-lea. La nuntă au participat nu numai italienii din oraș, dar și cei din Bicaz și de pe valea Tarcăului. Au avut doi copii: Anna Puschiasis (n. 1908) și Carol Puschiasis (n. 1912).

## Opera artistică
Dintre lucrări, cele mai remarcabile sunt:
- Complexul funerar din Cimitirul “Eternitatea” Piatra Neamț, realizat în colaborare cu Gh. Iconaru, lucrare unică în țară în concepția ei, care a devenit, în timp, sanctuarul de pomenire a celor căzuți la datorie.
- Monumente ale eroilor în: Bistricioara, Căciulești, Verșești, Roznov, Bahna, Văleni, Zănești.
- Obeliscuri în: Gârcina, Oanțu, Roznov, Piatra Șoimului, Podoleni.
- Statuia ostașului erou din Viișoara.
- Zidul de piatră pe care sculptorul Mihai Onofrei a executat altorelieful lui Calistrat Hogaș și basoreliefurile lui Ion Negre și Mihai Stamatin, cei trei mari directori ai Liceului “Petru Rareș” din Piatra Neamț.
- Mormântul pictorului Aurel Băeșu, în cimitirul Valea Viei din Piatra Neamț.
- Mormântul lui G.D. Lalu.
- Piatra funerară și mormântul lui Gheorghe Ruset Roznovanu, din Roznov.
- Din 1929 a participat la construirea clădirii Teatrului Național din Piatra Neamț, cunoscut în prezent ca Teatrul Tineretului Piatra Neamț. Clădirea a fost ridicată de constructorul Carol Zani și ornamentată de sculptorul Vincenzo Puschiasis.

## Opera utilitară
Lucrările sale se regăsesc din valea Tarcăului și până în dealurile Vasluiului: poduri, apeducte, viaducte, ziduri de consolidare, fântâni, biserici, monumente funerare diverse. În lucrările sale a îmbinat stiluri arhitectonice bine diferențiate, care au marcat îndeosebi epocile regilor Ferdinand și Carol al II-lea.

## In memoriam
Prin Hotărârea Consiliului Local nr.108/1999, Vincenzo Puschiasis a fost declarat cetățean de onoare post-mortem al orașului Piatra Neamț.